# Белозерская губная грамота
Белоозерская губная грамота 1539 г. — одна из древнейших губных грамот, дошедших до наших дней. Губная грамота — правовой акт, введённый правительством царя Ивана Грозного, который устанавливал нормы взаимоотношений между центральной властью и традиционным местным самоуправлением на основе норм обычного права. При этом судопроизводство по уголовным («розбойным») делам полностью передавалось в руки местного самоуправления.
Прежние начала косвенного преследования состояли:
а) в обязанности общин выдавать преступников или платить за них;
б) в запрещении самосуда (наместники и волостели не имели в своих руках других средств преследования. Этим объясняется посылка специальных «обыщиков»).
Но эти средства годились лишь для душегубства и татьбы с поличным. Что касается разбоя, нужны были активные средства, на которые волости и общины, лишённые всяких прав («сами без нашего ведома не смеете»), не решались.
В Белоозерской грамоте великий князь прямо даёт разрешение ловить разбойников, далее трактует эту поимку и казнь разбойников как обязанность губных органов и угрожает за её невыполнение.
Таким образом, ведомству губных старост теперь подлежали разбойные дела, татебные и «убийственные», к концу XVII века — также «зажигательства» (умышленный поджог). Назначение они имели преимущественно полицейское, казнь пойманных разбойников совершалась без суда и, соответственно, «без доклада».
Разыскной процесс начинался через: а) поимку с поличным или выем поличного, б) лихованный обыск (опрос населения), в) оговор («язычная молва») — обвинение других в разбое или татьбе, сделанное обвиняемым под пыткой. Обвинение со стороны частного лица вело не к разыскному, а обвинительному процессу перед наместниками, земскими властями, воеводой.
Было приказано письменно сообщаться о лицах, признанных разбойниками и живущих в других уездах, с губными властями этих уездов. Позволялось переходить границу чужой земли (Новгородской — соседней с Белозерской), преследуя разбойников по горячим следам.
Губные старосты всегда избирались из детей боярских. В качестве уголовных судей они подчинялись Разбойному приказу, который назначал, сменял и судил их; но по делам гражданского суда и управления они получали грамоты как из областных, так и финансовых приказов.